# Konstantin Šarovarov
Konstantin Grigorjevič Šaravarov (rusko Константин Григорьевич Шароваров), sovjetski (beloruski) rokometaš, * 15. avgust 1964, Minsk.
Leta 1988 je na poletnih olimpijskih igrah v Seulu v sestavi sovjetske rokometne reprezentance osvojil zlato olimpijsko medaljo.